# كارين لي فيلد
كارين لي فيلد (بالإنجليزية: Karen Lee Field)‏ (1 سبتمبر 1961، لندن في المملكة المتحدة)؛ روائية أسترالية.